# Peter Wagner (muzykolog)
Peter Joseph Wagner (ur. 19 sierpnia 1865 w Kürenz, zm. 17 października 1931 we Fryburgu) – niemiecki muzykolog.

## Życiorys
W latach 1876–1886 uczył się w gimnazjum i przykatedralnej szkole muzycznej w Trewirze, był też chórzystą i organistą tamtejszej katedry. W latach 1886–1890 studiował filologię klasyczną i historię, a następnie muzykologię na Uniwersytecie w Strasburgu, w 1890 roku obronił doktorat na podstawie dysertacji Palestrina als weltlicher Komponist (opublikowana pt. Das Madrigal und Palestrina w „Vierteljahrsschrift für Musikwissenschaft”, VIII, 1892). Od 1890 do 1893 roku był studentem Heinricha Bellermanna i Philippa Spitty na Uniwersytecie Berlińskim, następnie w 1893 roku przeniósł się na Uniwersytet we Fryburgu, gdzie po habilitacji został zatrudniony jako wykładowca muzyki kościelnej i historii muzyki. W latach 1920–1921 pełnił funkcję rektora tegoż uniwersytetu. W latach 1927–1930 był pierwszym przewodniczącym Międzynarodowego Towarzystwa Muzykologicznego.

## Twórczość
W swojej działalności naukowej zajmował się genezą i rozwojem chorału gregoriańskiego, paleografią muzyczną i systemami notacji. Był działaczem propagującego restaurację chorału ruchu cecyliańskiego, zwracał uwagę na możliwość wykorzystania badań naukowych w praktyce liturgicznej. W 1901 roku zorganizował przy Uniwersytecie we Fryburgu Académie Grégorienne, utworzoną pod auspicjami papieża Leona XIII, zajmującą się badaniami nad teorią i praktyką wykonawczą śpiewu liturgicznego. W 1904 roku został członkiem komisji powołanej przez papieża Piusa X, której celem było przygotowanie watykańskiej edycji graduału rzymskiego.

## Ważniejsze prace
(na podstawie materiałów źródłowych)
- Einführung in die gregorianischen Melodien: Ein Handbuch der Choralwissenschaft (tom 1 wyd. Fryburg 1895, tom II wyd. Lipsk 1905, tom III wyd. Lipsk 1921)
- Elemente des gregorianischen Gesanges zur Einführung in die vatikanische Choralausgabe (wyd. Ratyzbona 1909)
- Geschichte der Messe I: bis 1600 (wyd. Lipsk 1913)
- Einführung  in die katholische Kirchenmusik: Vorträge gehalten an der Universität Freiburg in der Schweiz für Theologen und andere Freunde kirchlicher Musik (wyd. Düsseldorf 1919)